# Конференция католических епископов Литвы
Конференция католических епископов Литвы (лит. Lietuvos Vyskupų Konferencija) — конференция католических епископов Литвы. В её состав входит 9 человек: 2 архиепископа-митрополита, 4 епископа и 3 викарных епископа. Литовская конференция католических епископов является полноправным членом Совета конференций католических епископов Европы.
Впервые конференция католических епископов Литвы упомянута в Annuario Pontificio в 1971 году. Её первым президентом был епископ Юозас Матулайтис-Лабукас, после смерти которого в 1979 году конференцию возглавил Людвикас Повилонис. Позднее конференцию возглавляли кардинал Винцентас Сладкявичюс, кардинал Аудрис Юозас Бачкис и архиепископ Сигитас Тамкявичус. С 2015 года конференцию возглавляет Гинтарас Грушас. В условиях ограниченной свободы Католической церкви в СССР в период 1971—1988 годов конференция занималась в основном литургическими вопросами, в частности конференцией был утверждены новые издания Нового Завета и миссала. После обретения независимости Литвы деятельность комиссия значительно расширилась.

## Список председателей
- Юозас Матулайтис-Лабукас (1971—1979)
- Людвикас Повилонис (1979—1988)
- Винцентас Сладкявичюс (1988—1993)
- Аудрис Юозас Бачкис (1993—1999)
- Сигитас Тамкявичус (1999—2002)
- Аудрис Юозас Бачкис (2002—2005)
- Сигитас Тамкявичус (2005-2014)
- Гинтарас Грушас (2014 - н.вр.)[2]

## Состав конференции по данным на 2024 год
Действительные члены Литовской епископской конференции:
- Геннадий Линас Водопьяновас, епископ Паневежиса;
- Гинтарас Грушас, президент, архиепископ-митрополит Вильнюса;
- Йонас Иванаускас, епископ Кайшядориса;
- Кестутис Кевалас, архиепископ-митрополит Каунаса;
- Римантас Норвила, епископ Вилкавишкиса;
- Арунас Понишкайтис, вспомогательный епископ Вильнюса;
- Дариус Трийонис, епископ Шяуляя;
- Альгирдас Юревичюс, вспомогательный епископ Каунаса[3].

Генеральным секретарём конференции является священник Кестутис Смилгевичюс. 
В Католической церкви Литвы по данным на 2024 год также насчитывается семь епископов-эмеритов, то есть епископов подавших в отставку с кафедры по возрасту и состоянию здоровья. Эмериты не являются членами конференции, но могут принимать участие в работе комиссий, комитетов и советов и имеют право совещательного голоса.
Епископы-эмериты:
- Эугениюс Бартулис, бывший епископ Шяуляя;
- кардинал Аудрис Юозас Бачкис, бывший архиепископ-митрополит Вильнюса;
- Лёнгинас Вирбалас, вице-президент, бывший архиепископ-митрополит Каунаса;
- Юозас Жемайтис, бывший епископ Вилкавишкиса;
- Йонас Каунецкас, бывший епископ Паневежиса;
- Юозапас Матулайтис, бывший епископ Кайшядориса;
- кардинал Сигитас Тамкявичус, бывший архиепископ-митрополит Каунаса.

## Структура
Высшим органом конференции является пленарная сессия, собираемая периодически, и в которой обязательно участвуют все члены конференции. Пленарная сессия уполномочена решать главные задачи, например избирать нового президента.
Постоянный совет при Конференции католических епископов — постоянно действующий орган конференции в период между пленарными сессиями. Состоит из трёх человек: президента, вице-президента и ещё одного епископа, избранного на последней по времени пленарной сессии. Под данным на 2015 год в постоянный совет входят Гинтарас Грушас, Лёнгинас Вирбалас и Римантас Норвила.
Структурными подразделениями конференции являются комиссии, советы и комитеты. Комиссии — наиболее важные постоянно действующие структуры, в состав которой входит обязательно несколько епископов; советы и комитеты, как правило, возглавляются одним епископом, который предлагает или назначает прочих членов из числа священников или мирян. Конференция католических епископов Литвы насчитывает три комиссии: по вопросам образования, по социальной коммуникации и по литургическим вопросам; шесть советов — по экуменической деятельности, по делам семьи, по делам молодежи, по апостольству мирян, по связям со СМИ, по социальным вопросам и несколько комитетов.